# Mormo obscura
Mormo obscura là một loài bướm đêm trong họ Noctuidae.